# Gamochaeta americana
Gamochaeta americana là một loài thực vật có hoa trong họ Cúc. Loài này được (Mill.) Wedd. mô tả khoa học đầu tiên năm 1856.